# 국가부도의 날
"국가부도의 날"은 2018년 11월 28일에 개봉한 대한민국의 영화이다.

## 줄거리

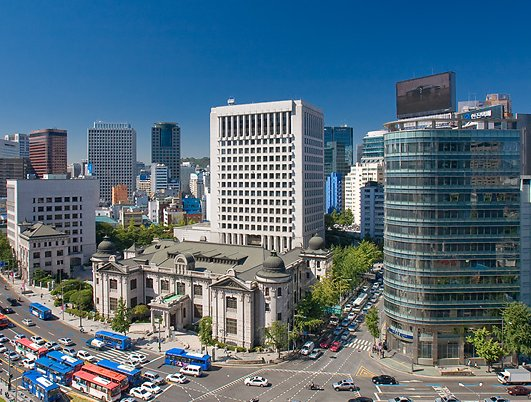
영화의 주 무대인 한국은행의 모습

1997년 IMF 위기를 둘러싸고 일주일 동안 벌어진 이야기를 그린다.

## 캐스팅
- 김혜수 : 한시현 역
- 유아인 : 윤정학 역
- 허준호 : 갑수 역
- 조우진 : 재정국 차관 역
- 뱅상 카셀 : IMF 총재 역
- 김홍파 : 새 경제수석 역
- 엄효섭 : 전 경제수석 역
- 송영창 : 노신사 역
- 권해효 : 총장 역
- 조한철 : 이대환 역
- 류덕환 : 오렌지 역
- 박진주 : 강윤주 역
- 장성범 : 박진 역
- 전배수 : 영범 역
- 염혜란 : 희원 역
- 김형묵 : 금융실장 역
- 동하 : 재벌 3세 역

- 김민상 : 이 부장 역
- 정규수 : 정 사장 역
- 류태호 : 비서실장 역
- 서영삼 : 고려종금 부장 역
- 변진수 : 고려종금 김과장 역
- 박경찬 : 자살남 역
- 윤병희 : 김주임 역
- 최준영 : 성인 현수 역
- 이하은 : 현아 역
- 김태율 : 현수 역
- 유상재 : 2차관 역
- 정종열 : 제일은행 부행장 역
- 김윤홍 : 한보 재무팀장 역
- 이상홍 : 기러기 아빠 한보직원 역
- 한재혁 : 문인국과장 한보직원 역
- 김성용 : 이사한 한보직원 역
- 손성찬 : 뿔테 아저씨 / 중년 투자남 역
- 하민 : 모피 아줌마 역
- 안수호 : 삼호유통 남자 역
- 양말복 : 삼호유통 여자 역
- 황인준 : 부동산 중개사 역
- 이새로미 : 현수 담임선생님 역
- 문현정 : 희원 회사관리자 역
- 손민석 : 메가폰 경찰관 역
- 강한샘 : 젊은 경찰관 역
- 스티브 비페리노 : 마틴 역
- 다니엘 조이 : 알브라이트 소식 전달 IMF 실무진 역
- 사무엘 로르카 : 밀담 IMF 실무진 역
- 리사 엔지오멜 : 여자 IMF 실무진 역
- 라이언 마우러 : 모건 스탠리 직원 역
- 홍성호 : 국가부도 제기 기자 역
- 박정민 : 경제위기 질문 기자 역
- 박재범 : IMF 지원 질문 기자 역
- 한이진 : 20년 후 정학 접대남 역
- 김호준 : 고려종금 신입사원 역
- 임진택 : 관광버스 기사 역
- 조영애 : 총장 여비서 역
- 홍성덕 : 집 파는 남자 역
- 이원희 : 아줌마 상담 고려종금 직원 역
- 백도겸 :  노인 상담 고려종금 직원 역
- 최원용 : 질문하는 금융 트레이더 역
- 손동수 : 의심하는 금융 트레이더 역
- 양동탁 : 악수하는 금융 트레이더 역
- 추은경 : 분식집 주인 역
- 한창현 : 뉴스앵커 1 역
- 이진선 : 뉴스앵커 2 역
- 이하윤 : 뉴스앵커 3 역
- 나경철 : 뉴스앵커 4 역
- 김기현 : 뉴스앵커 5 역
- 이진승 : 뉴스앵커 6 역
- 이태연 : 뉴스앵커 7 역
- 양수진 : 뉴스앵커 8 역
- 윤인지 : 라디오 DJ 역
- 이새벽 : 라디오 DJ 역
- 양혜정 : 애니메이션 성우 역
- 유승수 : 삼호유통 피해자 역
- 박재원 : 환전소 남직원 역
- 김명인 : 환전소 여직원 1 역
- 김다미 : 환전소 여직원 2 역
- 박경관 : 갑수 공장직원 1 역
- 윤영호 : 갑수 공장직원 2 역
- 정임섭 : 갑수 공장직원들 역
- 홍범기 : 갑수 공장직원들 역
- 박준상 : 갑수 공장직원들 역
- 성민수 : 고려종금 고객들 / 개미투자자들 역
- 오상준 : 고려종금 고객들 / 개미투자자들 역
- 박재영 : 고려종금 고객들 / 개미투자자들 역
- 전금한 : 고려종금 고객들 / 개미투자자들 역
- 박혜숙 : 고려종금 고객들 / 개미투자자들 역
- 손영진 : 3세 중역들 역
- 김형균 : 3세 중역들 역
- 박세정 : 증권거래소 직원들 역
- 신하준 : 증권거래소 직원들 역
- 손정원 : 증권거래소 직원들 역
- 홍산 : 외환은행 딜러들 역
- 송유수 : 외환은행 딜러들 역
- 이용재 : 외환은행 딜러들 역
- 조성재 : 3세 수행비서 역
- 박숙명 : 정사장 유가족 부인 역
- 유인환 : 정사장 유가족 아들 역
- 박상혁 : 20년 후 정학 비서 역
- 강병욱 : 경제수석 수행비서 역
- 서임철 : 서울역 노인 역
- 권훈 : 깡드쉬 공항 가드 역
- 박현욱 : 깡드쉬 공항 가드 역
- 김기정 : 대통령 경호원들 역
- 김양원 : 대통령 경호원들 역
- 송지준 : 대통령 경호원들 역
- 선인호 : 대통령 경호원들 역
- 김세정 : 대통령 경호원들 역
- 이영희 : 정학엄마 역
- 김진구 : 어린시현&갑수 부 역
- 이은주 : 어린시현&갑수 모 역
- 김채윤 : 어린시현 역
- 양광석 : 어린갑수 역
- 문동원 : 대환아들 역

- 한지민 : 이아람 역 (특별출연)
- 이호재 : YS 역 (특별출연)

## 촬영
2017년 12월 7일 대본리딩을 진행한 후 12월 12일에 촬영을 시작했다. 2018년 3월 11일 크랭크업했다.

## 참고 사항
- 일부 방송국 메인 뉴스 프로그램인 MBC 뉴스데스크와 SBS 8 뉴스에서 방영된 실제 영상이다.

## 수상 및 후보
| 연도 | 시상식                     | 상/부문                   | 수상/후보자 | 결과 |
| ---- | -------------------------- | ------------------------- | ----------- | ---- |
| 2019 | 제10회 올해의 영화상       | 심사위원 특별상           | 김혜수      | 수상 |
| 2019 | 제19회 디렉터스 컷 시상식  | 올해의 여자배우상         | 김혜수      | 후보 |
| 2019 | 제19회 디렉터스 컷 시상식  | 올해의 각본상             | 엄성민      | 후보 |
| 2019 | 제55회 백상예술대상        | 영화부문 여자최우수연기상 | 김혜수      | 후보 |
| 2019 | 제40회 청룡영화상          | 여우주연상                | 김혜수      | 후보 |
| 2019 | 제40회 청룡영화상          | 남우조연상                | 조우진      | 수상 |
| 2019 | 제40회 청룡영화상          | 각본상                    | 엄성민      | 후보 |
| 2019 | 제6회 한국영화제작가협회상 | 각본상                    | 엄성민      | 수상 |

## 같이 보기
- 2018년 대한민국의 영화 목록